# 曲線の特異点
幾何学において、曲線の特異点（とくいてん、英: singular point）は曲線がパラメーターの滑らかな埋め込みによって与えられていない点である。特異点の正確な定義は研究している曲線のタイプに依存する。

## 平面代数曲線
平面の代数曲線は、f を多項式関数 f: R2 → R として、f(x, y) = 0 の形の方程式を満たす点 (x, y) の集合として定義できる。f が
{\displaystyle f=a_{0}+b_{0}x+b_{1}y+c_{0}x^{2}+2c_{1}xy+c_{2}y^{2}+\dotsb }
と展開されているとする。原点 (0, 0) が曲線上にあれば a0 = 0 である。b1 ≠ 0 ならば陰函数定理によって滑らかな関数 h が存在して原点の近くで曲線は y = h(x) の形に書ける。同様に、b0 ≠ 0 ならば滑らかな関数 k が存在して曲線は原点の近くで x = k(y) の形である。どちらの場合にも、原点の近傍において曲線を定義する R から平面への滑らかな写像が存在する。次のことに注意する。原点において
{\displaystyle b_{0}={\partial f \over \partial x},\quad b_{1}={\partial f \over \partial y}}
であるので f の偏微分の少なくとも一方が 0 でないならば曲線は原点において非特異あるいは正則 (regular) であるといい、特異点は両方の偏微分が消える曲線上の点を言う:
{\displaystyle f(x,y)={\partial f \over \partial x}={\partial f \over \partial y}=0.}

### 正則点
曲線は原点を通るとし y = mx と書く。すると f は
{\displaystyle f=(b_{0}+mb_{1})x+(c_{0}+2mc_{1}+c_{2}m^{2})x^{2}+\dotsb }
と書ける。b0 + mb1 が 0 でなければ f = 0 は x = 0 において重複度 1 の解を持ち原点は直線 y = mx と一重に交わる点である。b0 + mb1 = 0 であれば f = 0 は重複度 2 かそれよりも高い解をもち直線 y = mx あるいは b0x + b1y = 0 は曲線に接する。この場合、c0 + 2mc1 + c2m2 が 0 でなければ曲線は y = mx と二重に交わる点をもつ。x2 の係数 c0 + 2mc1 + c2m2 は 0 だが x3 の係数は 0 でないならば原点は曲線の変曲点である。x2, x3 の係数がともに 0 ならば原点は曲線の起伏点 (point of undulation) と呼ばれる。この分析は曲線の任意の点に適用することが座標軸を変換して原点が与えられた点にあるようにすることによってできる。

### 二重点

二重点 (double point) のタイプを描写する3つのパスカルの蝸牛形 (limaçon)。左の曲線は原点で孤立点をもち、これは平面において孤立した点である。真ん中の曲線、カージオイド (cardioid) は原点で尖点をもつ。右の曲線は原点で結節点をもち、曲線は自分自身と交わりループをなす。

上記の展開において b0, b1 がともに 0 だが c0, c1, c2 のうち少なくとも 1 つは 0 でないならば、原点は曲線の二重点 (double point) と呼ばれる。再び y = mx とおいて、f を
{\displaystyle f=(c_{0}+2mc_{1}+c_{2}m^{2})x^{2}+(d_{0}+3md_{1}+3m^{2}d_{2}+d_{3}m^{3})x^{3}+\dots .\,}
と書くことができる。二重点は c0 + 2mc1 + m2c2 = 0 の解によって分類することができる。

#### 結節点
c0 + 2mc1 + m2c2 = 0 が m について 2 つの実解をもてば、すなわち c0c2 − c12 < 0 ならば、原点は結節点と呼ばれる。このとき曲線は原点において自分自身と交わり c0 + 2mc1 + m2c2 = 0 の 2 つの解に対応して 2 つの異なる接線をもつ。関数 f はこのとき原点において鞍点をもつ。

#### 孤立点
c0 + 2mc1 + m2c2 = 0 が m について実解をもたなければ、すなわち c0c2 − c12 > 0 ならば、原点は孤立点と呼ばれる。実平面において原点は曲線の（位相的な）孤立点であるが、しかしながら複素曲線と考えられたときは原点は孤立しておらず c0 + 2mc1 + m2c2 = 0 の 2 つの複素解に対応する 2 つの虚接線をもつ。このとき関数 f は原点において極値をもつ。

#### 尖点
c0 + 2mc1 + m2c2 = 0 が m について重複度 2 の1つの解をもてば、つまり c0c2 − c12 = 0 ならば、原点は尖点（カスプ）と呼ばれる。このとき曲線は原点において向きを変え尖った点をつくる。曲線は原点において 2 つの一致する接線と考えることのできる 1 つの接線をもつ。

#### さらなる分類
「節点」(node; ノード) という語は、結節点 (crunode) あるいは孤立点 (acnode) を指し示すために使われる、言い換えればカスプでない二重点である。曲線上のノードの個数とカスプの個数はプリュッカーの公式において使われる不変量のうちの 2 つである。
c0 + 2mc1 + m2c2 = 0 の解の 1 つが d0 + 3md1 + 3m2d2 + m3d3 = 0 の解でもあるならば、曲線の対応する分枝は原点において変曲点をもつ。このとき原点は変曲結節点 (flecnode) と呼ばれる。両方の接線がこの性質をもてば、つまり c0 + 2mc1 + m2c2 が d0 + 3md1 + 3m2d2 + m3d3 の因子であれば、原点は複変曲結節点 (biflecnode) と呼ばれる。

### 多重点

原点で三重点をもつ曲線。

一般に、f において次数が k よりも小さいすべての項が 0 であり、次数 k の項の少なくとも 1 つが 0 でなければ、曲線は位数 k の多重点 (multiple point) あるいは k-重点 (k-ple point) をもっていると言われる。曲線は一般に原点において k 個の接線をもつ。これらの接線のうちいくつかは虚の接線かもしれないが。

## 媒介表示曲線
R2 において媒介変数表示された曲線は関数 g: R → R2, g(t) = (g1(t), g2(t)) の像として定義される。特異点は
{\displaystyle {dg_{1} \over dt}={dg_{2} \over dt}=0}
であるような点である。

カスプ

多くの曲線はどちらの仕方でも定義できるが、2つの定義は一致しないかもしれない。例えば尖点は代数曲線 x3 − y2 = 0 としても、媒介変数曲線 g(t) = (t2,t3) としても定義できて、両方の定義は原点において特異点を与える。しかしながら、y2 − x3 − x2 = 0 の原点におけるノードのような結節点は代数曲線として考えれば曲線の特異点であるが、g(t) = (t2 − 1, t(t2 − 1)) として径数付ければ、g'(t) は決して消えず、したがってノードは上で定義された媒介表示曲線の特異点「ではない」。
径数付けを選ぶときには注意が必要である。例えば直線 y = 0 は原点で特異性をもつ g(t) = (t3, 0) によって径数付けできる。g(t) = (t,0) によって径数付けされたときには非特異である。したがって、曲線の特異点よりもむしろ滑らかな写像の特異点を議論するのが技術的により正しい。
上の定義は滑らかな関数の零点集合 f−1(0) として定義される陰伏曲線をカバーするように拡張でき、代数多様体だけを考える必要はない。定義はより高次元の曲線をカバーするように拡張できる。
ハスラー・ホイットニーによる定理 は次のように述べている。
定理 (Whitney)Rn の任意の閉集合はある滑らかな関数 f: Rn → R に対する f−1(0) の解集合として生じる。
任意の媒介表示曲線は陰伏曲線として定義することもでき、曲線の特異点の分類は代数多様体の特異点の分類として研究できる。

## 特異点の種類
特異性のうちのいくつかを以下に挙げる。
- 孤立した点： x2 + y2 = 0, 孤立点（英語版）
- 交わる二直線： x2 − y2 = 0, 結節点
- 尖点： x3 − y2 = 0, 結節的変曲点[3] (spinode) とも呼ばれる
- tacnode（接触点、重尖点、互接点）: x4 − y2 = 0,
- 嘴点 (rhamphoid cusp)： x5 − y2 = 0.